# Naspers Centre
El Naspers Center es un rascacielos de 93 metros en Ciudad del Cabo, Sudáfrica. Cuando se terminó en 1962, era el edificio más alto de Sudáfrica (el cuarto más alto de África). En el exterior del edificio se solía exhibir un canal de noticias electrónico que se hacía visible por la noche.